# GS2000+25
GS2000+25 è un sistema binario a raggi X formato da un buco nero ed una stella di classe K di magnitudine 18,2. La componente secondaria del sistema, una nana arancione, ruota attorno ad un oggetto compatto di massa 8,5 ± 1,5 masse solari in 0,344098 giorni. 
GS2000+25 fu scoperta come nova a raggi X il 26 aprile 1988 dal satellite Ginga durante un'esplosione derivata dalla caduta di materia del disco di accrescimento sul buco nero .